# Дискография «ВИА Гры»
Дискография украинской поп-группы «ВИА Гра» включала в себя 5 студийных альбомов, 7 сборников лучших песен, 44 видеоклипа, 1 концертный альбом, 4 видео-альбома, 2 мини-альбома и 4 CD-сингла. Альбомы «Попытка № 5», «Стоп! Снято!» и «Биология» сертифицированы российской «Национальной федерацией производителей фонограмм» как «золотые», альбом Stop! Stop! Stop! сертифицирован как «золотой» в Гонконге и на Тайване, как «платиновый» — в Таиланде. Самым успешным синглом группы считается дуэтная композиция «Притяженья больше нет», исполненная с Валерием Меладзе, среди сольных синглов — композиция «Не оставляй меня, любимый!», державшаяся на вершинах хит-парадов СНГ около 7 месяцев, и Stop! Stop! Stop!, попавшая в чарты стран Европы и Юго-Восточной Азии. В 2003 году, выпустив дебютный англоязычный альбом Stop! Stop! Stop! в странах Юго-Восточной Азии под именем V.I.A. «Gra» и получив угрозу судебного иска от производителей препарата виагра, руководство Sony Music дало коллективу псевдоним Nu Virgos, под которым альбом был переиздан. Общеевропейский выход этого альбома в начале 2004 года стал последним релизом группы в сотрудничестве с лейблом Sony Music, расторгнувшим контракт с коллективом после ухода Анны Седоковой. После этого группа выпустила 7 сборников лучших песен, совместно c компаниями CD Land, «Монолит Рекордс» и «Первым музыкальным издательством». Второй англоязычный альбом L.M.L. был выпущен в 2007 году лейблом «Монолит Рекордс» и распространялся на территории России, в дальнейшем группа сотрудничала с лейблом Meladze Music.

## Альбомы
| Название          | Информация | Чарты  | Чарты                                | Чарты       | Чарты   | Чарты   | Чарты                          | Продажи                                                           | Сертификация                           |
| Название          | Информация | Россия | Норвегия                             | Финляндия   | Гонконг | Таиланд | Китайская Республика (Тайвань) | Продажи                                                           | Сертификация                           |
| ----------------- | --- | ------ | ------------------------------------ | ----------- | ------- | ------- | ------------------------------ | ----------------------------------------------------------------- | -------------------------------------- |
| Попытка № 5       | - Выпущен: 27 сентября 2001 - Лейбл: Columbia Records - Формат: CD Переиздание: - Выпущен: 15 июля 2002 - Лейбл: Columbia Records - Формат: CD, 2CD, CD/DVD, MP3-MD, MC | 1      |                                      |             |         |         |                                | - : 700 000 (на момент сертификации)                              | - : Золотой                            |
| Стоп! Снято!      | - Выпущен: 14 апреля 2003 - Лейбл: Columbia Records - Формат: CD, CD/DVD, MP3-MD, MC, MD                                                                                | 1      | - : 500 000 (на момент сертификации) | - : Золотой |         |         |                                |                                                                   |                                        |
| Stop! Stop! Stop! | - Выпущен: 18 сентября 2003 - Лейбл: Columbia Records - Формат: CD, CD/VCD, CD/DVD, онлайн загрузка, MC                                                                 |        | 20                                   | 6           | 1       | 1       | 1                              | - : 30 000 (первые 3 дня продаж) - В мире: 2 000 000 (все версии) | - : Платиновый - : Золотой - : Золотой |
| Биология          | - Выпущен: 12 ноября 2003 - Лейбл: Columbia Records - Формат: CD, CD/DVD, MP3-MD, онлайн загрузка, MC, MD                                                               | 1      |                                      |             |         |         |                                | - : 500 000 (на момент сертификации) - +: 1 500 000               | - : Золотой                            |
| L.M.L.            | - Выпущен: 13 сентября 2007 - Лейбл: Монолит Рекордс - Формат: CD, онлайн загрузка                                                                                      |        |                                      |             |         |         |                                |                                                                   |                                        |

## Сборники
| Название                        | Информация |
| ------------------------------- | --- |
| Бриллианты                      | - сборник лучших хитов - дата релиза: 21 марта 2006 - Лейбл: CD Land - формат: CD                                                     |
| MP3 Collection                  | - MP3-сборник лучших песен - дата релиза: 2006 - Лейбл: CD Land - формат: CD                                                          |
| Поцелуи                         | - сборник лучших хитов - дата релиза: 1 ноября 2007 - Лейбл: Монолит Рекордс - формат: CD / DVD                                       |
| Эмансипация                     | - сборник лучших хитов - дата релиза: 30 октября 2008 - Лейбл: CD Land - формат: CD / DVD                                             |
| Лучшие песни                    | - сборник лучших хитов - дата релиза: 2008 - Лейбл: Монолит Рекордс - формат: CD                                                      |
| MP3 play. Музыкальная коллекция | - сборник лучших хитов - дата релиза: 26 сентября 2014 - Лейбл: United Music Group, Первое Музыкальное Издательство - формат: CD, Mp3 |
| Всё лучшее в одном              | - сборник лучших хитов - дата релиза: 24 июля 2015 - Лейбл: Первое музыкальное Издательство - формат: Mp3                             |

## Видеоальбомы
| Название         | Информация |
| ---------------- | --- |
| Бомба            | - Сборник видеоклипов - Выпущен: 6 октября 2003 - Лейбл: Sony Music Russia - Формат: VHS                                 |
| Стоп! Снято!     | - Концертный DVD, включающий в себя видеоклипы группы - Выпущен: 10 ноября 2003 - Лейбл: Sony Music Russia - Формат: DVD |
| MV Collection    | - Сборник видеоклипов - Выпущен: 1 мая 2004 - Лейбл: Sony Music Europe - Формат: VCD                                     |
| Video Бриллианты | - Сборник видеоклипов - Выпущен: 2006 - Лейбл: CD Land - Формат: DVD                                                     |

## CD-синглы и EP
| Год           | Название                    | Лейбл                           | Формат          | Трек-лист |
| ------------- | --------------------------- | ------------------------------- | --------------- | --- |
| 2003          | Стоп! Снято!                | Sony Music Russia               | MD              | - Стоп! Стоп! Стоп! - Убей мою подругу - Не оставляй меня, любимый! - Вот таки дела - Океан и три реки (совместно с В. Меладзе)                                                                    |
| 2003          | Kill My Girlfriend / 愛の罠 | Sony Music Japan                | CD              | - Kill My Girlfriend - Убей мою подругу - Ai No Wana (愛の罠) |
| 2003          | Stop! Stop! Stop!           | Sony Music Europe               | CD              | - Stop! Stop! Stop! (Original Version) - Stop! Stop! Stop! (Upbeat Version) |
| 2004          | Stop! Stop! Stop!           | Sony Music Europe               | CD              | - Stop! Stop! Stop! (Original Version) - Let Me Introduce My Mama |
| 2004          | Stop! Stop! Stop!           | Sony Music Europe               | CD              | - Stop! Stop! Stop! (Original Version) - Stop! Stop! Stop! (Upbeat Version) - Stop! Stop! Stop! (R&B Version) - If You Could Just Let Me Go - Let Me Introduce My Mama - Stop! Stop! Stop! (VIDEO) |
| 2004          | Stop! Stop! Stop! (remix)   | Sony Music Europe               | винил           | - Stop! Stop! Stop! (remiX) - Stop! Stop! Stop! (instrumental) |
| 3 апреля 2014 | Перемирие (Pankratov Remix) | Первое Музыкальное Издательство | онлайн загрузка | - Перемирие - Перемирие (Pankratov Remix) - Перемирие (Pankratov Radio Edit) - Перемирие (Pankratov Instrumental Mix)                                                                              |

## Синглы
| Год  | Название                                               | Альбом / Сборник               | Формат                                                   |
| ---- | ------------------------------------------------------ | ------------------------------ | -------------------------------------------------------- |
| 2000 | Попытка № 5                                            | Попытка № 5                    | видеоклип, радиоротация, цифровая дистрибуция            |
| 2000 | Обними меня                                            | Попытка № 5                    | видеоклип, радиоротация, цифровая дистрибуция            |
| 2001 | Бомба                                                  | Попытка № 5                    | видеоклип, радиоротация, цифровая дистрибуция            |
| 2001 | Я не вернусь                                           | Попытка № 5                    | видеоклип, радиоротация, цифровая дистрибуция            |
| 2002 | Стоп! Стоп! Стоп!                                      | Стоп! Снято!                   | видеоклип, радиоротация, цифровая дистрибуция            |
| 2002 | Good morning, папа!                                    | Стоп! Снято!                   | видеоклип, радиоротация, цифровая дистрибуция            |
| 2003 | Я не поняла (совместно с В. Сердючкой / сольно)        | Стоп! Снято!                   | видеоклип, радиоротация, цифровая дистрибуция            |
| 2003 | Не оставляй меня, любимый!                             | Стоп! Снято!                   | видеоклип, радиоротация, цифровая дистрибуция            |
| 2003 | Убей мою подругу                                       | Стоп! Снято!                   | видеоклип, радиоротация, цифровая дистрибуция            |
| 2003 | Вот таки дела                                          | Биология                       | видеоклип, радиоротация, цифровая дистрибуция            |
| 2003 | Океан и три реки (совместно с В. Меладзе)              | Биология                       | видеоклип, радиоротация, цифровая дистрибуция            |
| 2003 | Stop! Stop! Stop!                                      | Stop! Stop! Stop!              | видеоклип, радиоротация, цифровая дистрибуция, CD, винил |
| 2003 | Kill My Girlfriend / 愛の罠                            | Stop! Stop! Stop!              | видеоклип, радиоротация, цифровая дистрибуция, CD        |
| 2004 | Till the Morning Light                                 | Stop! Stop! Stop!              | видеоклип, цифровая дистрибуция                          |
| 2004 | Don’t Ever Leave Me Love                               | Stop! Stop! Stop!              | видеоклип, цифровая дистрибуция                          |
| 2004 | Не надо                                                | Биология                       | радиоротация, цифровая дистрибуция                       |
| 2004 | Биология                                               | Биология                       | видеоклип, радиоротация, цифровая дистрибуция            |
| 2004 | Притяженья больше нет (совместно с В. Меладзе)         | Бриллианты                     | видеоклип, радиоротация, цифровая дистрибуция            |
| 2004 | Мир, о котором я не знала до тебя                      | Бриллианты                     | видеоклип, радиоротация, цифровая дистрибуция            |
| 2005 | Нет ничего хуже (совместно с ТНМК)                     | Бриллианты                     | видеоклип, радиоротация, цифровая дистрибуция            |
| 2005 | Бриллианты                                             | Бриллианты                     | видеоклип, радиоротация, цифровая дистрибуция            |
| 2006 | Обмани, но останься                                    | Поцелуи                        | видеоклип, радиоротация, цифровая дистрибуция            |
| 2006 | Л.М.Л.                                                 | Поцелуи                        | видеоклип, радиоротация, цифровая дистрибуция            |
| 2006 | Бомба 2006                                             | Эмансипация                    | радиоротация, цифровая дистрибуция                       |
| 2006 | Цветок и нож                                           | Поцелуи                        | видеоклип, радиоротация, цифровая дистрибуция            |
| 2007 | Поцелуи                                                | Поцелуи                        | видеоклип, радиоротация, цифровая дистрибуция            |
| 2007 | Take you back                                          | L.M.L.                         | видеоклип, цифровая дистрибуция                          |
| 2007 | I don’t want a man (совместно с ТНМК)                  | L.M.L.                         | видеоклип, цифровая дистрибуция                          |
| 2007 | L.M.L.                                                 | L.M.L.                         | видеоклип, цифровая дистрибуция                          |
| 2008 | Я не боюсь                                             | Эмансипация                    | видеоклип, радиоротация, цифровая дистрибуция            |
| 2008 | My emancipation                                        | Эмансипация                    | видеоклип, радиоротация, цифровая дистрибуция            |
| 2008 | Американская жена                                      | Эмансипация                    | видеоклип, радиоротация, цифровая дистрибуция            |
| 2009 | Анти-гейша                                             | MP3 play Музыкальная коллекция | видеоклип, радиоротация, цифровая дистрибуция            |
| 2009 | Сумасшедший                                            | MP3 play Музыкальная коллекция | видеоклип, радиоротация, цифровая дистрибуция            |
| 2010 | Пошёл вон!                                             | Всё лучшее в одном             | видеоклип, радиоротация, цифровая дистрибуция            |
| 2010 | День без тебя                                          | MP3 play Музыкальная коллекция | видеоклип, радиоротация, цифровая дистрибуция            |
| 2012 | Алло, мам!                                             | MP3 play Музыкальная коллекция | видеоклип, радиоротация, цифровая дистрибуция            |
| 2013 | Перемирие                                              | MP3 play Музыкальная коллекция | видеоклип, радиоротация, цифровая дистрибуция            |
| 2014 | У меня появился другой (совместно с Вахтангом)         | MP3 play Музыкальная коллекция | видеоклип, радиоротация, цифровая дистрибуция            |
| 2014 | Кислород (совместно с Мотом)                           | Black Star. Лучшее за 10 лет   | видеоклип, радиоротация, цифровая дистрибуция            |
| 2015 | Кислород (DJ Sasha Dith & Steve Modana Official Remix) | без альбома                    | радиоротация, цифровая дистрибуция                       |
| 2015 | Это было прекрасно                                     | Всё лучшее в одном             | видеоклип, радиоротация, цифровая дистрибуция            |
| 2015 | Это было прекрасно (DJ Sasha Dith Remix)               | без альбома                    | радиоротация, цифровая дистрибуция                       |
| 2015 | Так сильно                                             | без альбома                    | видеоклип, радиоротация, цифровая дистрибуция            |
| 2016 | Кто ты мне?                                            | без альбома                    | видеоклип, радиоротация, цифровая дистрибуция            |
| 2016 | Кто ты мне? (Sasha Dith Official Remix)                | без альбома                    | радиоротация, цифровая дистрибуция                       |
| 2017 | Моё сердце занято                                      | без альбома                    | видеоклип, радиоротация, цифровая дистрибуция            |
| 2018 | Я полюбила монстра                                     | без альбома                    | видеоклип, радиоротация, цифровая дистрибуция            |
| 2019 | ЛюбоЛь                                                 | без альбома                    | видеоклип, радиоротация, цифровая дистрибуция            |
| 2019 | 1+1                                                    | без альбома                    | видеоклип, радиоротация, цифровая дистрибуция            |
| 2020 | Рикошет                                                | без альбома                    | видеоклип, радиоротация, цифровая дистрибуция            |
| 2021 | Антигейша 2021                                         | без альбома                    | радиоротация, цифровая дистрибуция                       |
| 2021 | Родниковая вода                                        | без альбома                    | радиоротация, цифровая дистрибуция                       |
| 2021 | Манекен                                                | без альбома                    | радиоротация, цифровая дистрибуция                       |

## Чарты
| Сингл                             | Радиоротации | Наивысшие позиции в годовых чартах Tophit | Наивысшие позиции в годовых чартах Tophit | Наивысшие позиции в годовых чартах Tophit | Наивысшие позиции в годовых чартах Tophit | Наивысшие позиции в годовых чартах Tophit | Наивысшие позиции в годовых чартах Tophit | Top 40 | Top 20 | Top 100 | ZD Хит-лист | ZD Хит-лист       |
| Сингл                             | Радиоротации | [ 32 ]                                    | Рус.пес.                                  | [ 34 ]                                    | [ 35 ]                                    | [ 36 ]                                    | [ 37 ]                                    | Top 40 | Top 20 | Top 100 | Top 20      | Moscow Radio Play |
| --------------------------------- | ------------ | ----------------------------------------- | ----------------------------------------- | ----------------------------------------- | ----------------------------------------- | ----------------------------------------- | ----------------------------------------- | ------ | ------ | ------- | ----------- | ----------------- |
| Попытка №5                        | 219 387      |                                           |                                           |                                           |                                           |                                           |                                           |        |        |         |             |                   |
| Каждый день                       | 27           |                                           |                                           |                                           |                                           |                                           |                                           |        |        |         |             |                   |
| Что же я наделала?                | 31 525       | 177                                       | 195                                       |                                           |                                           |                                           |                                           |        |        |         |             |                   |
| Обними меня                       | 32 605       |                                           |                                           |                                           |                                           |                                           |                                           |        |        |         |             |                   |
| Я не вернусь                      | 148 800      |                                           |                                           |                                           |                                           |                                           |                                           |        |        |         |             |                   |
| Стоп! Стоп! Стоп!                 | 389 340      | 5                                         |                                           |                                           |                                           |                                           |                                           |        |        |         |             |                   |
| Good Morning, папа!               | 1 266        | 4                                         |                                           |                                           |                                           |                                           |                                           |        |        |         |             |                   |
| Не оставляй меня, любимый!        | 143 518      | —                                         |                                           |                                           |                                           |                                           |                                           |        |        |         |             |                   |
| Убей мою подругу                  | 19 758       | —                                         |                                           |                                           |                                           |                                           |                                           |        |        |         |             |                   |
| Океан и три реки                  | 666 732      | 1                                         | 1                                         | 4                                         |                                           |                                           |                                           |        |        |         |             |                   |
| Вот таки дела                     | 4 209        | 58                                        | —                                         | —                                         |                                           |                                           |                                           |        |        |         |             |                   |
| Притяженья больше нет             | 474 281      | 35                                        | 1                                         | 4                                         |                                           |                                           |                                           |        |        |         |             |                   |
| Биология                          | 10 189       | —                                         | —                                         | —                                         |                                           |                                           |                                           |        |        |         |             |                   |
| Ой говорила чиста вода            | 68 518       | —                                         | —                                         | —                                         |                                           |                                           |                                           |        |        |         |             |                   |
| Мир, о котором я не знала до тебя | 155 324      | 100                                       | 62                                        | 5                                         | 6                                         | 64                                        |                                           |        |        |         |             |                   |
| Нет ничего хуже                   | 149 225      | 156                                       | 86                                        | 156                                       | 2                                         | —                                         | 70                                        | 11     | —      |         |             |                   |
| Бриллианты                        | 328 541      | 79                                        | 40                                        | 136                                       | 6                                         | —                                         | 44                                        | 4      | —      |         |             |                   |
| Обмани, но останься               | 243 171      | 23                                        | 13                                        | 56                                        | 5                                         | 7                                         | —                                         | 2      | 10     |         |             |                   |
| Л.М.Л.                            | 159 303      | 49                                        | 25                                        | 105                                       | 6                                         | 7                                         | —                                         | 1      | 2      |         |             |                   |
| Бомба 2006                        | 26 752       | —                                         | —                                         | —                                         | —                                         | —                                         | —                                         | —      | —      |         |             |                   |
| Цветок и нож                      | 308 774      | 46                                        | 24                                        | 77                                        | 7                                         | 2                                         | —                                         | 1      | 6      |         |             |                   |
| Поцелуи                           | 442 564      | 16                                        | 6                                         | 43                                        | 1                                         | 2                                         | 72                                        | 1      | 2      |         |             |                   |
| Я не боюсь                        | 63 676       | 189                                       | —                                         | —                                         | —                                         | —                                         | —                                         | —      | —      |         |             |                   |
| Emancipation                      | 95 712       | 141                                       | 75                                        | —                                         | 4                                         | —                                         | —                                         | 3      | —      |         |             |                   |
| Антигейша                         | 200 363      | 53                                        | 21                                        | 144                                       | 10                                        | —                                         | —                                         | —      | —      |         |             |                   |
| Сумасшедший                       | 90 869       | 153                                       | 79                                        | —                                         | 5                                         | 20                                        | —                                         | —      | —      |         |             |                   |
| Пошёл вон!                        | 138 049      | 118                                       | 55                                        | —                                         | 5                                         | —                                         | —                                         | 16     | —      |         |             |                   |
| День без тебя                     | 99 914       | 158                                       | 76                                        | —                                         | —                                         | 67                                        | 95                                        | —      | —      | —       | —           | —                 |
| Алло, мам!                        | 188 829      | 163                                       | 75                                        | —                                         | —                                         | 6                                         | 6                                         | —      | —      | —       | 2           | —                 |
| Перемирие                         | 1 634 781    | 30                                        | 12                                        | 59                                        | 75                                        | 12                                        | 7                                         | —      | —      | —       | 4           | —                 |
| У меня появился другой            | 1 732 813    | 31                                        | 13                                        | 41                                        | 85                                        | 11                                        | 24                                        | —      | —      | —       | —           | —                 |
| Кислород                          | 690 988      | 61                                        | 19                                        | 59                                        | —                                         | 186                                       | 90                                        | —      | —      | —       | 8           | —                 |
| Кислород (Remix)                  | 23 646       | —                                         | —                                         | —                                         | —                                         | —                                         | —                                         | —      | —      | —       | —           | —                 |
| Это было прекрасно                | 56 845       | —                                         | —                                         | —                                         | —                                         | —                                         | —                                         | —      | —      | —       | —           | —                 |
| Это было прекрасно (Remix)        | 14 975       | —                                         | —                                         | —                                         | —                                         | —                                         | —                                         | —      | —      | —       | —           | —                 |
| Так сильно                        | 1 408 677    | 25                                        | 4                                         | 27                                        | 64                                        | 51                                        | 69                                        | 29     | —      | —       | —           | —                 |
| Кто ты мне?                       | 868 194      | 67                                        | 17                                        | 69                                        | —                                         | 154                                       | 198                                       | —      | —      | —       | —           | —                 |
| Кто ты мне? (Remix)               | 8 565        | —                                         | —                                         | —                                         | —                                         | —                                         | —                                         | —      | —      | —       | —           | —                 |
| Моё сердце занято                 | 306 883      | —                                         | —                                         | —                                         | —                                         | —                                         | —                                         | —      | —      | —       | —           | —                 |
| Я полюбила монстра                | 312 363      | —                                         | —                                         | —                                         | —                                         | —                                         | —                                         | —      | —      | —       | —           | —                 |
| ЛюбоЛь                            | 280 441      | —                                         | —                                         | —                                         | —                                         | —                                         | —                                         | —      | —      | —       | —           | —                 |
| 1+1                               | 269 919      | —                                         | —                                         | —                                         | —                                         | —                                         | —                                         | —      | —      | —       | —           | —                 |
| Рикошет                           | 882          | —                                         | —                                         | —                                         | —                                         | —                                         | —                                         | —      | —      | —       | —           | —                 |

## Синглы и чарты группы Д. Костюка
| Год  | Сингл                             | Радиоротации | Наивысшие позиции в годовых чартах Tophit | Наивысшие позиции в годовых чартах Tophit | Наивысшие позиции в годовых чартах Tophit | Наивысшие позиции в годовых чартах Tophit | Наивысшие позиции в годовых чартах Tophit | Наивысшие позиции в годовых чартах Tophit | Альбом      | Формат                                        |
| Год  | Сингл                             | Радиоротации | [ 32 ]                                    | Рус.пес.                                  | [ 34 ]                                    | [ 35 ]                                    | [ 36 ]                                    | [ 37 ]                                    | Альбом      | Формат                                        |
| ---- | --------------------------------- | ------------ | ----------------------------------------- | ----------------------------------------- | ----------------------------------------- | ----------------------------------------- | ----------------------------------------- | ----------------------------------------- | ----------- | --------------------------------------------- |
| 2013 | Не ведая преград                  | 25210        | —                                         | —                                         | —                                         | —                                         | —                                         | —                                         | без альбома | радиоротация, цифровая дистрибуция            |
| 2013 | Жива                              | 26913        | —                                         | —                                         | —                                         | —                                         | —                                         | —                                         | без альбома | видеоклип, радиоротация, цифровая дистрибуция |
| 2013 | Не ведая преград (Andi Vax Remix) | 4649         | —                                         | —                                         | —                                         | —                                         | —                                         | —                                         | без альбома | радиоротация                                  |
| 2013 | Магия                             | 32545        | —                                         | —                                         | —                                         | —                                         | —                                         | —                                         | без альбома | радиоротация, цифровая дистрибуция            |